# Rechte gevel

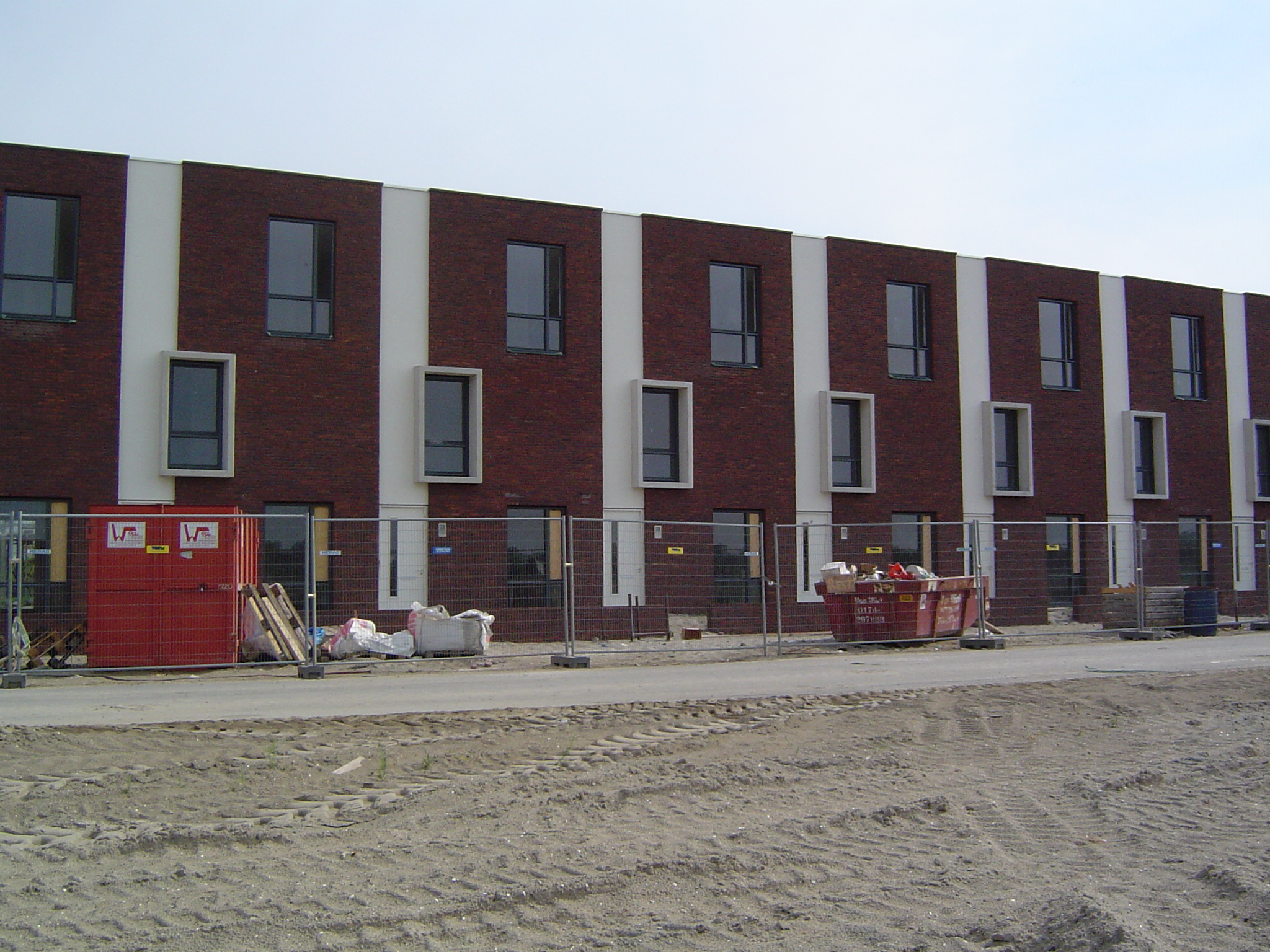
Een rechte gevel.

Een rechte gevel is een gevel die aan de bovenzijde recht gesloten is en waarbij er geen sprake is van een gevelversiering. Er is zelfs geen kroonlijst, zoals bij de lijstgevel wel het geval is. Een pand met een rechte gevel heeft meestal een plat dak, maar ook veel rijtjeshuizen hebben een rechte gevel. De rechte gevel is snel en goedkoop te bouwen, vandaar dat deze gevel veel wordt toegepast.